# HTC Wildfire
HTC Wildfire – smartfon firmy HTC, zaprezentowany 17 maja 2010 roku.